# Fê Palermo
Fernanda Palermo Licen (Campinas, 18 de agosto de 1996), mais conhecida como Fê Palermo, é uma futebolista brasileira que atua como lateral-direita do Palmeiras.

## Biografia
Fê Palermo nasceu no dia 18 de agosto de 1996, na cidade de Campinas. Entretanto, cresceu em Ilhabela, localizada no litoral norte do estado de São Paulo. Sua carreira profissional teve início em 2013, quando tinha apenas 17 anos, no Kindermann. Dois anos depois, transferiu-se para o Vitória das Tabocas e, posteriormente, para o Flamengo, clube com o qual conquistou o título do Campeonato Brasileiro de 2016.
No ano de 2020, foi contratada pelo Santos e conquistou a Copa Paulista. Já em 2022, transferiu-se para o São Paulo, clube no qual se destacou como uma das principais jogadoras, sendo agraciada com o prêmio Bola de Prata como a melhor lateral-direita do Campeonato Brasileiro. No mesmo ano, também fez parte da seleção brasileira que sagrou-se campeã da Copa América e vice-campeã da Finalíssima.

## Títulos
Flamengo
- Campeonato Brasileiro: 2016[1]
- Campeonato Carioca: 2016[1] e 2019[1]

Santos
- Copa Paulista: 2020[1]

Seleção Brasileira
- Copa América: 2022[4]
- Campeonato Sul-Americano Sub-20: 2015[1]

## Prêmios individuais
- Bola de Prata - melhor lateral-direita do Campeonato Brasileiro de 2022[3]